# Blaise Cavellier
Blaise Cavellier (Quimper 22 février 1755 – La Garde 29 septembre 1831), était chef de bureau du contrôle de la marine à Brest, au moment de la Révolution et député à l'Assemblée législative de 1791.

## Biographie
Secrétaire du conseil général des ville et sénéchaussée de Brest, il prononça, le 27 février 1790, un discours sur le choix des officiers municipaux, dont l'impression fut votée, et qui mit en vue son auteur. Il fut élu, le 10 septembre 1791, député du Finistère à l'Assemblée législative par 217 voix sur 432 votants, le 3e sur 8. Chargé, en 1792, de faire un rapport sur la conduite du ministre Bertrand de Molleville, il déclara que le ministre avait perdu la confiance de la nation. Nommé commissaire de marine de 3e classe le 1er novembre 1792, commissaire de 2e classe le 1er janvier 1793, commissaire de 1re classe le 1er nivôse an II, il passa contrôleur du port de Toulon, (1er germinal an IV), ordonnateur du même port (25 messidor an VI), inspecteur de la marine à Toulon (1er vendémiaire an XI), et membre de la Légion d'honneur (25 prairial au XII). En 1793, étant commissaire de 2e classe à Brest, il faisait partie du bataillon des fédérés du Finistère qui devait aller rejoindre les Girondins à Caen ; mais Cavellier, devenu tout à coup Montagnard, jeta le désaccord parmi les fédérés de Brest, et conseilla à chacun de rentrer chez soi.
Il resta inspecteur de la marine jusqu'en 1816, époque à laquelle il fut réformé. On a de lui : Renaud, traduction en prose du Tasse, (1813).

## Mandats
- 10/09/1791 - 20/09/1792 : Finistère - Majorité réformatrice

### Sources
- Assemblée nationale - Biographie
- Dictionnaire des parlementaires français, Adolphe Robert, Edgar Bourloton et Gaston Cougny, tome 1, A-Cay, Bourloton éditeur, Paris, 1889.
- Répertoire général de bio-bibliographie bretonne, René Kerviler, tome 8, CARN-CHAST, J. Plihon et L. Hervé, Rennes, 1895.
- Biographie bretonne – Recueil de notices sur tous les Bretons qui se sont fait un nom, par Prosper Levot, tome 1, Cauderan éditeur, Vannes, 1852.